# Jacob Gade
Jacob Gade (n. Vejle, 29 de noviembre de 1879-20 de febrero de 1963). Compositor y violinista danés nacido en Vejle (cerca de Copenhague). Jacob Thune Hansen Gade (su nombre completo), que a principio del siglo XX se ganaba la vida tocando el violín en los restaurantes y teatros de Copenhague, fue director de la gran orquesta Palads Cinema de esta ciudad, aunque jamás tuvo una educación musical formal. 
Hoy se le recuerda por una sola canción, Tzigane Tango Jalousie, también conocido como Tango Jalousie, o, simplemente, Celos. Este tango, escrito para acompañar una película muda cuando Gade era el líder de la orquesta del Cine Palads, fue un éxito internacional inmediato. Se estrenó un 14 de septiembre de 1925. Desde el inicio del cine sonoro apareció en más de 100 películas, y a lo largo del tiempo, la composición fue enriquecida con letras en varios idiomas. 
Algunos críticos musicales afirman que Jalousie (1925) no es un tango genuino, ya que fue compuesto para la película muda norteamericana, Don Q, the son of the Zorro (Don Q, el hijo del Zorro), protagonizada por Douglas Fairbanks. Pese a ello, es uno de los tangos más famosos actualmente en todo el mundo. A partir de entonces terminó su carrera como violinista y se dedicó a trabajar en obras orquestales más ambiciosas, pero que nunca alcanzaron la misma celebridad de su tango Celos. Las regalías de esa canción le permitieron a Gade dedicarse a tiempo completo a la composición por el resto de su vida. Sus derechos de autor actualmente financian una fundación para jóvenes músicos.
Arthur Fiedler hizo la primera grabación de la pieza con la Boston Pops, aumentando aún más los ingresos de Gade. En una entrevista dos años antes de su muerte, Fiedler recordó que Gade vino especialmente a Boston para agradecerle por la grabación. Gade también le presentó la partitura de una sinfonía que Fiedler recordó como "una de las peores piezas de la música que he conocido".

## Usos de la música
La siguiente lista proporciona detalles sobre las películas que han utilizado el 'Tango Jalousie' en la información sobre Bandas sonoras obtenida a partir de Internet Movie Database de Amazon.com ©
1. The Man Who Cried (2000)
2. Brusten Himmel (Swedish film) (1982)
3. Death on the Nile (1978)
4. Silent Movie (1976)
5. Painting the Clouds with Sunshine (1951)
6. Anchors Aweigh (1945)
7. Don Q, Son of Zorro (1925)